# Discografia de Miranda Cosgrove
Esta é a discografia de Miranda Cosgrove, uma cantora e compositora de pop rock americana. A cantora lançou um álbum de estúdio, dois extended plays (EP), duas trilhas sonoras, oito videoclipes e doze singles. Miranda iniciou a carreira no mundo da música no ano de 2007 para a gravação de uma canção que seria o tema de abertura da série na qual protagoniza, iCarly. O contrato com a Columbia Records foi fechado em dezembro deste ano, e "Leave It All to Me" foi lançada como single, debutando em 83º lugar na Billboard Pop Songs e em 100º na Billboard Hot 100. Após o sucesso das canções subsequentes, uma trilha sonora da série (iCarly) foi lançada em junho de 2008 debutando na primeira posição da Billboard Kids Albums, com quatro canções inéditas e o single "Stay My Baby" que alcançou a posição 40 na IFPI Chile.
Em dezembro de 2008, Miranda lança o single "Christimas Wrapping" para promoção do filme Merry Christmas, Drake & Josh, o qual participou. No ano seguinte lança seu primeiro EP nomeado About You Now, que traz versões remixes das canções anteriores e a canção de mesmo nome do disco como single que alcançou a 47ª posição na Billboard Hot 100, além de 79 no UK Singles Chart, sua estreia no Reino Unido. Entre agosto e novembro deste mesmo ano lança o videoclipe e o single de "Raining Sunshine" para a trilha sonora do filme Cloudy with a Chance of Meatballs.
Em 2010, Miranda inicia os preparativos para o lançamento de seu primeiro álbum de estúdio, com o single "Kissin U" em março, alcançando as posições 54, 77, 51 e 1 na Billboard Hot 100, German Singles Chart, Ö3 Austria Top 40, e IFPI Chile respectivamente. Em abril o álbum é lançado com o nome de Sparks Fly, contendo oito faixas em sua edição comum e doze na edição especial, tendo como principais produtores Dr. Luke, Max Martin, Darkchild e The Matrix, conhecidos por trabalhar com artistas como Britney Spears e Avril Lavigne. O álbum alcançou a oitava posição na Billboard 200, 96 no German Albums Chart  e 35 no Swiss Albums Chart.
Ainda no ano de 2010 são lançados os singles "BAM" em julho e "Disgusting" em agosto, porém nenhum videoclipe foi lançado, apenas para promoção nas rádios e em discos físicos. Meses depois em novembro, fez uma participação na canção "All I Want for Christmas" (de Mariah Carey) junto ao grupo musical de R&B, Big Time Rush e o rapper Snoop Dogg, a canção entrou para o EP do grupo, Holiday Bundle.
Em dezembro Miranda lança o single "Dancing Crazy", parte de um trabalho novo que estaria por vir em 2011. A canção escrita por Avril Lavigne alcançou a 100ª posição na Billboard Hot 100 e 35 na Eslováquia. Em março de 2011, Cosgrove lança seu segundo EP intitulado High Maintenance produzido novamente por Dr. Luke, Max Martin e Darkchild com cinco faixas, sendo a faixa-título uma parceria com Rivers Cuomo, vocalista da banda Weezer; o EP alcançou a posição 34 na Billboard 200. Em maio, Miranda volta em parceria com a cantora Victoria Justice e os elencos das séries iCarly e Victorious para a produção do single "Leave It All to Shine" que foi canção-tema do episódio que juntou os dois programas (iParty with Victorious). A canção alcançou a posição 24 na Bubbling Under Hot 100 Singles e teve como back-vocals atores das duas séries, tais como: Jennette McCurdy, Ariana Grande e muitos outros; o videoclipe do single foi lançado em 11 de junho, mesmo dia da estreia mundial do episódio, e foi dirigido por Billie Woodruff.
Durante 2011, Miranda iniciou sua primeira turnê musical no mês de janeiro, com o nome de Dancing Crazy Tour. A turnê durou até o mês seguinte, e sua continuação foi entre julho e agosto, com o nome de Dancing Crazy Summer Tour, que ao total arrecadou cerca de 400 mil dólares. A turnê foi finalizada em agosto devido ao acidente com o ônibus da turnê que feriu todos da equipe.
Em 2012, a segunda trilha sonora da série iCarly foi lançada com o nome de: iSoundtrack II, o disco continha a canção "Coming Home" com Miranda e o elenco da série, e uma versão acústica da canção "Shakespeare" do álbum Sparks Fly, além do single "Million Dollars" que foi lançado em janeiro para a rádio, e a canção "All Kinds of Wrong".

## Álbuns

### Álbuns de estúdio
| Sparks Fly - Lançamento: 27 de abril de 2010 - Formatos: CD, download digital - Gravadora: Columbia Records | 8 | 96 | 46 | 84 | 35 | - : 500.000 |
| "—" denota álbuns que não entraram nas paradas musicais ou não foram lançados no país.                      |   |    |    |    |    |             |

### EPs
| About You Now - Lançamento: 3 de fevereiro de 2009 - Formatos: EP, download digital - Gravadora: Columbia Records | —  |
| High Maintenance - Lançamento: 15 de março de 2011 - Formatos: EP, download digital - Gravadora: Columbia Records | 34 |
| "—" denota álbuns que não entraram nas paradas musicais ou não foram lançados no país.                            |    |

### Trilhas sonoras
| Álbum | Melhores Posições | Melhores Posições | Melhores Posições | Melhores Posições | Vendas      |
| Álbum | EUA               | EUA OST           | EUA Kids          | AUT               | Vendas      |
| --- | ----------------- | ----------------- | ----------------- | ----------------- | ----------- |
| School of Rock - Lançamento: 30 de setembro de 2003 - Formatos: CD, download digital - Gravadora: Atlantic Records       | 95                | 6                 | —                 | 57                |             |
| iCarly - Lançamento: 10 de junho de 2008 - Formatos: CD, download digital - Gravadora: Nikelodeon / Sony Music           | 28                | 2                 | 1                 | —                 | - : 218.000 |
| iSoundtrack II - Lançamento: 24 de janeiro de 2012 - Formatos: CD, download digital - Gravadora: Nikelodeon / Sony Music | 157               | 6                 | 3                 | —                 |             |
| "—" denota álbuns que não entraram nas paradas musicais ou não foram lançados no país.                                   |                   |                   |                   |                   |             |

## Singles

### Como artista principal
| 2007                                                                                    | "Leave It All to Me" (feat. Drake Bell) | 100 | —  | —  | —  | —  | —   |          | ICarly           |
| 2008                                                                                    | "Stay My Baby"                          | —   | —  | —  | —  | —  | —   |          | ICarly           |
| 2009                                                                                    | "About You Now"                         | 47  | —  | —  | —  | —  | 79  |          | About You Now    |
| 2010                                                                                    | "Kissin U"                              | 54  | 67 | 51 | 4  | —  | 198 | - : Ouro | Sparks Fly       |
| 2010                                                                                    | "Dancing Crazy"                         | 100 | —  | —  | 17 | 56 | —   |          | High Maintenance |
| "—" denota singles que não entraram nas paradas musicais ou não foram lançados no país. |                                         |     |    |    |    |    |     |          |                  |

### Participações
| Ano                                                                                     | Single                                                                                        | Melhores posições | Melhores posições | Melhores posições | Melhores posições | Álbum          |
| Ano                                                                                     | Single                                                                                        | EUA               | EUA Holiday       | IRL               | UK                | Álbum          |
| --------------------------------------------------------------------------------------- | --------------------------------------------------------------------------------------------- | ----------------- | ----------------- | ----------------- | ----------------- | -------------- |
| 2003                                                                                    | "School of Rock" (com School of Rock cast)                                                    | —                 | —                 | 31                | 51                | School of Rock |
| 2010                                                                                    | "All I Want for Christmas" (Big Time Rush feat. Miranda Cosgrove)                             | 1131              | 9                 | —                 | —                 | Holiday Bundle |
| 2011                                                                                    | "Leave It All to Shine" (iCarly & Victorious casts feat. Miranda Cosgrove & Victoria Justice) | 1242              | —                 | —                 | —                 | Victorious     |
| "—" denota singles que não entraram nas paradas musicais ou não foram lançados no país. |                                                                                               |                   |                   |                   |                   |                |

Notas
1.↑  "All I Want for Christmas" não pontuou na Billboard Hot 100, mas atingiu a posição de número treze na Billboard Bubbling Under Hot 100 Singles.
2.↑  "Leave It All to Shine" não pontuou na Billboard Hot 100, mas atingiu a posição de número vinte e quatro na Billboard Bubbling Under Hot 100 Singles.

### Singles promocionais
| Ano  | Canção               | Álbum                             |
| ---- | -------------------- | --------------------------------- |
| 2008 | "Headphones On"      | ICarly                            |
| 2008 | "Christmas Wrapping" | Merry Christmas, Drake & Josh     |
| 2009 | "Raining Sunshine"   | Cloudy With a Chance of Meatballs |
| 2012 | "Million Dollars"    | ISoundtrack II                    |

### Outras canções nas paradas
| Ano                                                                                     | Single                                  | Melhores posições | Melhores posições | Melhores posições | Álbum            |
| Ano                                                                                     | Single                                  | EUA               | CHI               | ESL               | Álbum            |
| --------------------------------------------------------------------------------------- | --------------------------------------- | ----------------- | ----------------- | ----------------- | ---------------- |
| 2010                                                                                    | "BAM"                                   | 124               | —                 | —                 | Sparks Fly       |
| 2010                                                                                    | "Disgusting"                            | —                 | 36                | —                 | Sparks Fly       |
| 2011                                                                                    | "High Maintenance" (feat. Rivers Cuomo) | —                 | —                 | 79                | High Maintenance |
| "—" denota singles que não entraram nas paradas musicais ou não foram lançados no país. |                                         |                   |                   |                   |                  |

Notas
3.↑  "BAM" não pontuou na Billboard Hot 100, mas atingiu a posição de número vinte e quatro na Billboard Bubbling Under Hot 100 Singles.

## Outras aparições
| Ano  | Canção                                  | Álbum                            |
| ---- | --------------------------------------- | -------------------------------- |
| 2009 | "Leave It All to Me" (feat. Drake Bell) | Bravo Hits 67                    |
| 2009 | "About You Now"                         | Now That's What I Call Music! 30 |
| 2010 | "Kissin U"                              | Now That's What I Call Music! 35 |
| 2010 | "Leave It All to Me" (feat. Drake Bell) | Children's Music                 |
| 2011 | "About You Now"                         | Dr. Luke Productions             |
| 2011 | "Kissin U"                              | Dr. Luke Productions             |
| 2011 | "Dancing Crazy"                         | Rising Stars: Pop                |

## Videoclipes

### Como artista principal
| Ano  | Título                                  | Diretor(a)      |
| ---- | --------------------------------------- | --------------- |
| 2007 | "Leave It All To Me" (feat. Drake Bell) | Elliott         |
| 2008 | "Stay My Baby"                          | Jesse Dylan     |
| 2009 | "About You Now"                         | Billie Woodruff |
| 2009 | "Raining Sunshine"                      | Chris Miller    |
| 2010 | "Kissin U"                              | Alan Ferguson   |
| 2011 | "Dancing Crazy"                         | Alan Ferguson   |

### Como artista convidada
| Ano  | Título                     | Título                                       | Diretor(a)      |
| ---- | -------------------------- | -------------------------------------------- | --------------- |
| 2010 | "All I Want for Christmas" | Big Time Rush                                | Billie Woodruff |
| 2011 | "Leave It All to Shine"    | iCarly & Victorious casts & Victoria Justice | Billie Woodruff |